# Cardiocondyla papuana
Cardiocondyla papuana é uma espécie de formiga do gênero Cardiocondyla, pertencente à subfamília Myrmicinae.